# اختبار أداء

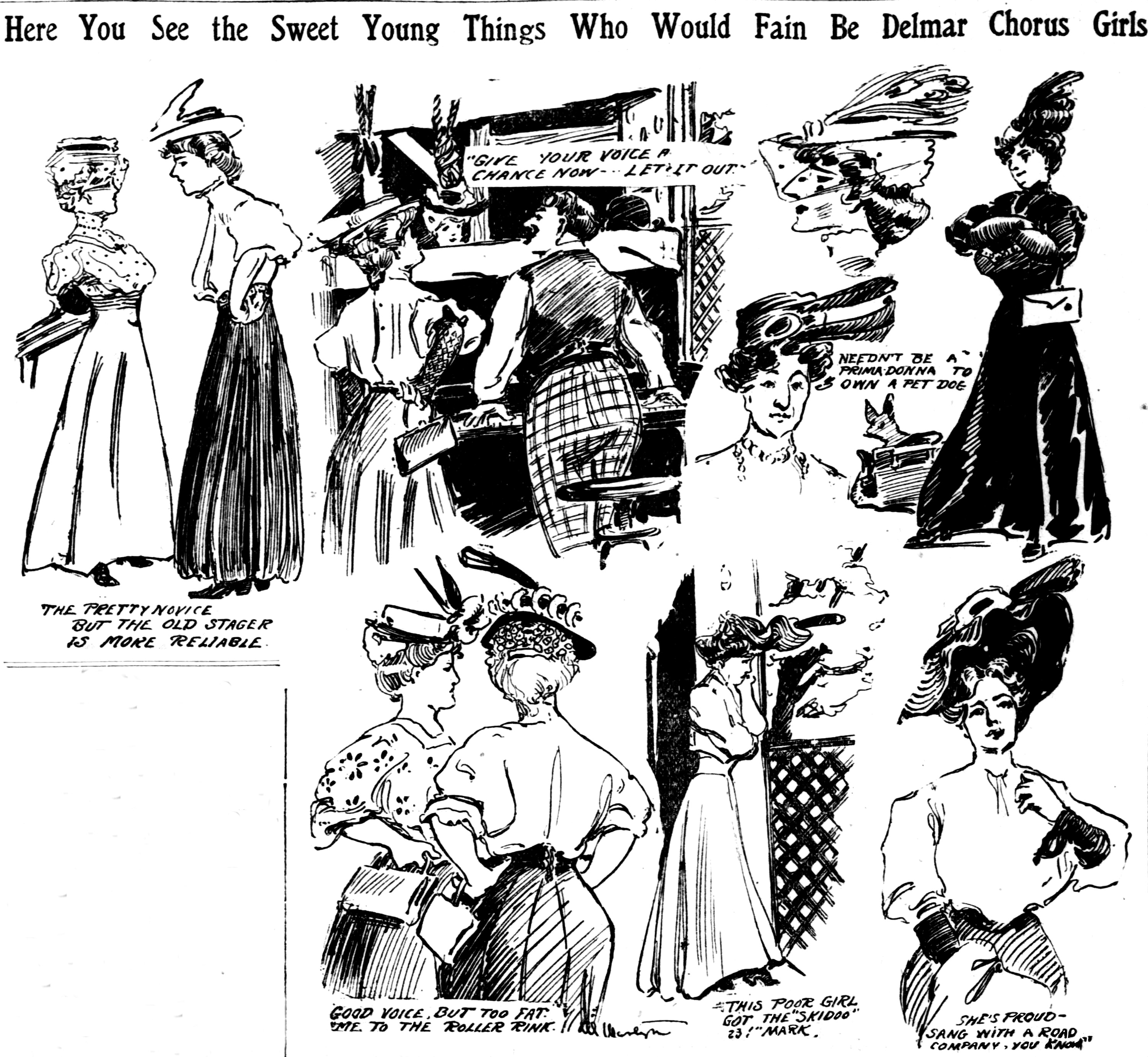
اسكتشات للفنانة مارجريت مارتين من النساء اللواتي يحاولن الجوقة في مسرح دلمار في سانت لويس في مايو 1906، مع اقتباسات من بعض المصورين

اختبار الأداء (بالإنجليزية: Audition)‏ هو عينة أداء من قبل ممثل أو مغني أو موسيقي أو راقص أو مؤدي آخر. عادة ما يتضمن المؤدي عرض موهبته من خلال قطعة منفردة تم حفظها وتدريبها مسبقًا أو من خلال أداء عمل أو قطعة تُعطى للفنان في الاختبار أو قبل ذلك بوقت قصير. في بعض الحالات، مثل عارض الأزياء، قد يُطلب من الفرد إظهار مجموعة من المهارات المهنية. قد يُطلب من الممثلين تقديم مونولوج. سيقدم المغنون أغنية في سياق موسيقي شائع أو أغنية في سياق كلاسيكي. سيقدم الراقص روتينًا بأسلوب معين، مثل رقص الباليه أو الهيب هوب، أو إظهار قدرته على تعلم قطعة رقص مصممة بسرعة.